# Pagan (khan)
 (novembre 2012).
Si vous disposez d'ouvrages ou d'articles de référence ou si vous connaissez des sites web de qualité traitant du thème abordé ici, merci de compléter l'article en donnant les références utiles à sa vérifiabilité et en les liant à la section « Notes et références ».
Pagan (mort en 768), aussi Pagen, Magan, Baian ou Badan, fut le khan des Bulgares de 767 à 768.
Parent d'Umor et frère de Toktu. Il est assassiné par ses serviteurs.